# Boa Entrada
Boa Entrada est une localité de Sao Tomé-et-Principe située au nord de l'île de Sao Tomé, dans le district de Lobata. C'est une ancienne roça.

## Climat
Boa Entrada est dotée d'un climat tropical de type As selon la classification de Köppen, avec des précipitations plus importantes en hiver qu'en été. La moyenne annuelle de température est de 23,7 °C et celle des précipitations de 1 442 mm.

## Population
Lors du recensement de 2012, 738 habitants y ont été dénombrés.

## Roça

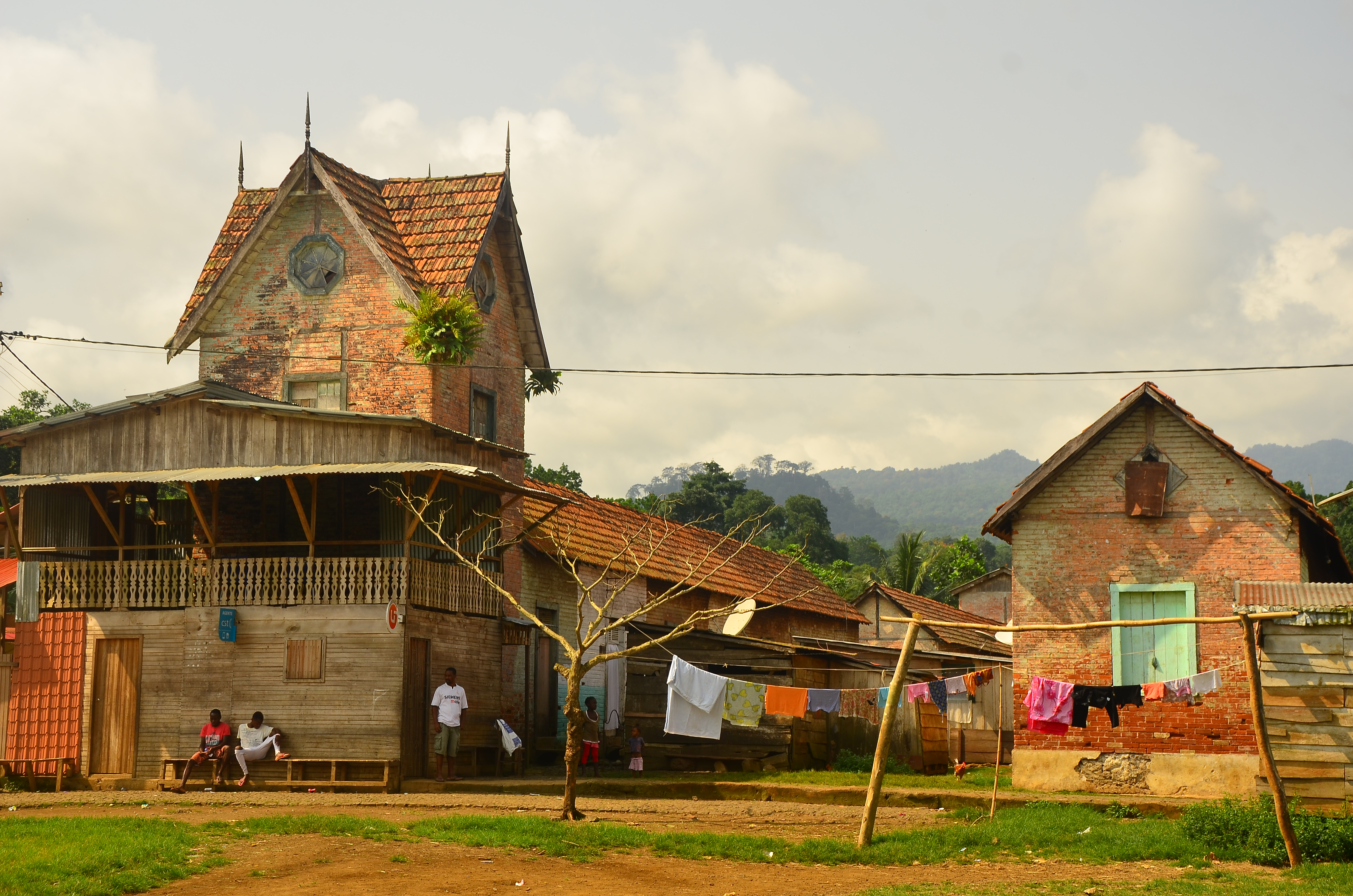
L'une des tours de garde dominant les sanzalas.

La maison de maître de cette roça, jadis opulente et raffinée, est aujourd'hui à l'abandon. Sa façade est dotée d'une verrière hexagonale à ouvertures en ogive, coiffée d'un toit pointu. Les maisons ouvrières (sanzalas) en brique, alignées, sont dominées par quatre tours où logeaient les gardes.
Photographies et croquis réalisés en 2011 et 2014 mettent en évidence la disposition des bâtiments, leurs dimensions et leur état à cette date.